# Boletín Oficial del Estado
Il Boletín Oficial del Estado (BOE) è la gazzetta ufficiale della Spagna. È dedicato infatti alla pubblicazione di leggi e disposizioni delle istituzioni spagnole e la sua edizione, stampa, pubblicazione e diffusione è affidata, sotto un regime di decentramento funzionale, alla Agencia Estatal Boletín Oficial del Estado.
La Costituzione del 1978 stabilisce nel suo articolo 9.3 che la Costituzione stessa garantisce che le norme siano rese pubbliche. 
Secondo il regio decreto n. 181/2008, dell'8 febbraio, il BOE è la gazzetta ufficiale dello Stato spagnolo, il mezzo di pubblicazione delle leggi.
Contiene inoltre le leggi approvate dalle Cortes Generales, le disposizioni emanate dal governo spagnolo e le disposizioni generali delle comunità autonome.
Preceduto dalla gazzetta di Madrid, ha avuto varie denominazioni nel corso della storia del paese.